# Kulbit
Der Kulbit (russisch кульбит, von französisch culbute für ‚Purzelbaum‘; im Russischen wird das Manöver jedoch als Чакра Фролова, Tschakra Frolowa, also ‚Frolows Chakra‘ bezeichnet)  ist ein Kunstflugmanöver, das nicht im Aresti-Katalog enthalten ist und somit auch keine Wettbewerbsfigur darstellt. Das Manöver wurde auf der Farnborough Airshow 1996 erstmals öffentlich gezeigt. Der russische Testpilot Jewgeni Frolow führte es mit der Suchoi Su-37 aus.

## Beschreibung

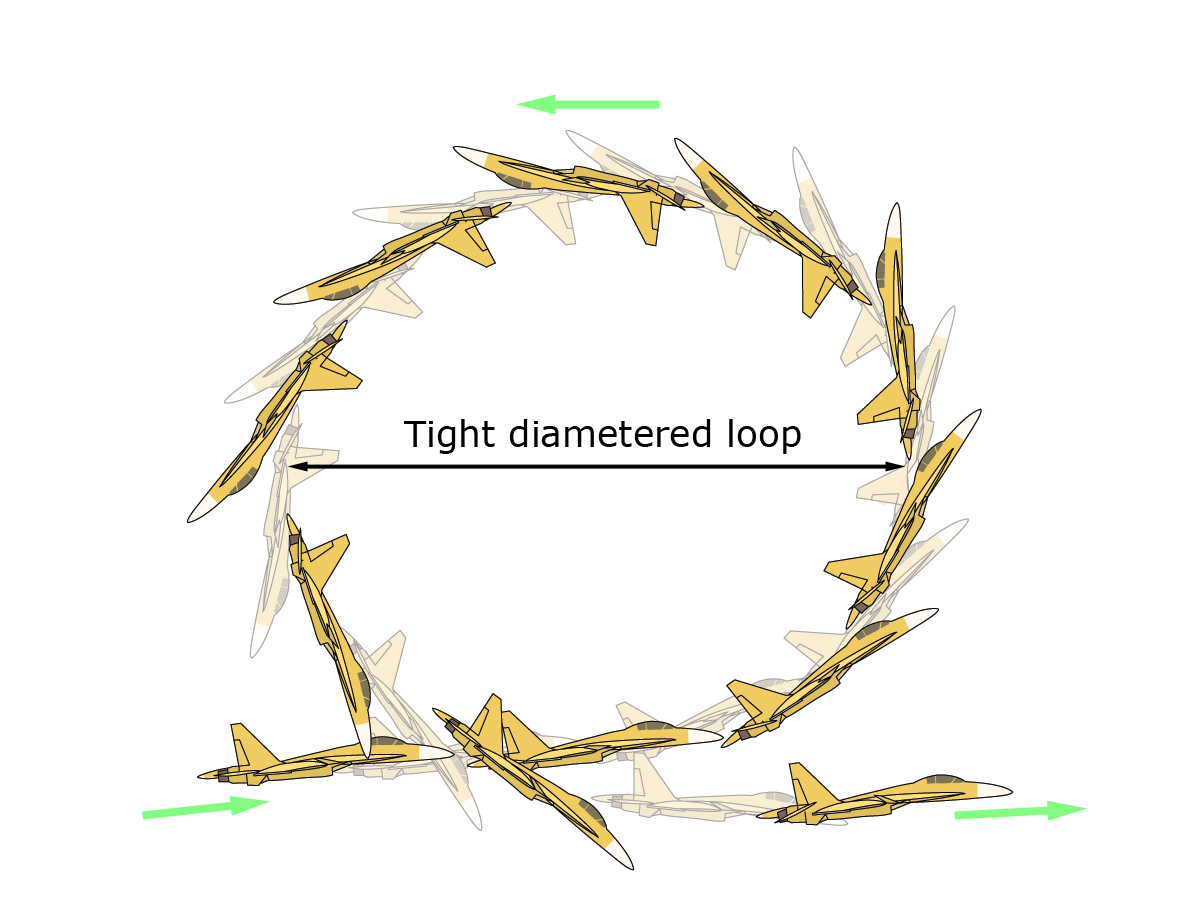
Grafik eines Kulbit-Manövers mit einer Su-37

Beim Kulbit erhöht der Pilot zunächst den Anstellwinkel des Flugzeugs sehr stark, ohne dabei die Flughöhe und den Kurs nennenswert zu verändern. Immer noch im Vorwärtsflug befindlich, betätigt der Pilot das Höhenruder so lange, bis das Flugzeug sich einmal 360° um die Querachse gedreht hat. Zum Ende der Figur sackt das Flugzeug häufig ab, weil die Fluggeschwindigkeit rapide abnimmt und es so den Auftrieb verliert.
In der Anfangsphase ähnelt der Kulbit stark dem Kobramanöver, weshalb auch die Voraussetzungen sehr ähnlich sind. Die Flugzeuge sollten ein möglichst geringes Gewicht haben, d. h. sie sollten wenig Treibstoff und keine Waffen mitführen. Aus diesem Grund beschränkt sich der Kulbit auf Demonstrationen bei Flugshows und wird nicht im Luftkampf angewendet. Theoretisch könnte er aber z. B. im Luftnahkampf von einem verfolgten Flugzeug genutzt werden, um den Verfolger überschießen zu lassen und so selbst in eine gute Schussposition zu gelangen.

## Flugzeuge
Von folgenden Flugzeugmodellen ist bekannt, dass sie in der Lage sind, den Kulbit auszuführen:
- Mikojan-Gurewitsch MiG-29OWT[1]
- Suchoi Su-30MK
- Suchoi Su-35BM[2]
- Suchoi Su-37[3]
- Suchoi Su-47
- Suchoi Su-57